# Олешно (Росія)
Олешно (рос. Олешно) — присілок у Лузькому районі Ленінградської області Російської Федерації.
Населення становить 47 осіб. Належить до муніципального утворення Волошовське сільське поселення.

## Історія
Згідно із законом від 28 вересня 2004 року № 65-оз належить до муніципального утворення Волошовське сільське поселення.

## Населення
| 1838 | 1862 | 1958 | 1997 | 2007 | 2010 |
| ---- | ---- | ---- | ---- | ---- | ---- |
| 239  | ↗250 | ↘132 | ↘19  | ↘16  | ↗47  |